# Johann Georg van Hohenzollern

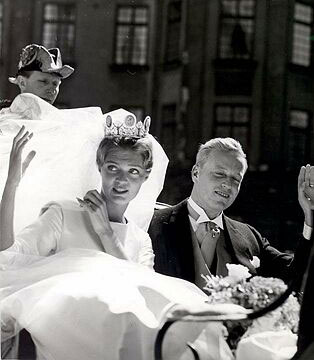
Johan Georg von Hohenzollern en Birgitta op hun huwelijksdag

Johann Georg Carl Leopold Eitel-Friedrich Meinrad Maria Hubertus Michael Prinz von Hohenzollern (Sigmaringen, 31 juli 1932 — München, 2 maart 2016), kort Hansi genoemd, was een lid van het Huis Hohenzollern-Sigmaringen en een Duits kunsthistoricus.
Hij was het zesde kind en de derde zoon van Frederik van Hohenzollern en Margaretha Carola van Saksen, een dochter van de laatste koning der Saksen, Frederik August III. Hij studeerde kunstgeschiedenis en archeologie in Parijs, Freiburg im Breisgau en München. Hij promoveerde in 1966 en trad in datzelfde jaar in dienst bij de Bayerischen Staatsgemäldesammlungen. Aanvankelijk was hij referent voor de Franse en Spaanse schilderkunst, later werd hij er conservator en directeur. In 1986 werd hij directeur van het Bayerisches Nationalmuseum. Hij keerde in 1991 terug bij de Staatsgemäldesammlungen, waar hij de drijvende kracht was achter de oprichting van de Pinakothek der Moderne. Hij initieerde ook de samenwerking met de Kunsthalle der Hypo-Kulturstiftung, van welke instelling hij in 1998 de directeur werd. Daar bleef hij tot zijn pensioen in 2006.

## Huwelijk en kinderen
Johann Georg trad op 25 mei 1961 in Stockholm in het huwelijk met prinses Birgitta Ingeborg Alice van Zweden (1937), een zuster van de Zweedse koning Karel XVI Gustaaf. Het paar kreeg drie kinderen:
- Carl Christian van Hohenzollern-Sigmaringen (5 april 1962), gehuwd met Nicole Neschitsch (nakomelingen)
- Désirée van Hohenzollern-Sigmaringen (27 november 1963), gehuwd met en gescheiden van Heinrich graaf zu Ortenburg (nakomelingen), hertrouwd met Eckbert von Bohlen und Halbach
- Hubertus van Hohenzollern-Sigmaringen (10 juni 1966), gehuwd met Ute Maria König (zij hebben een zoon).